# Anzu

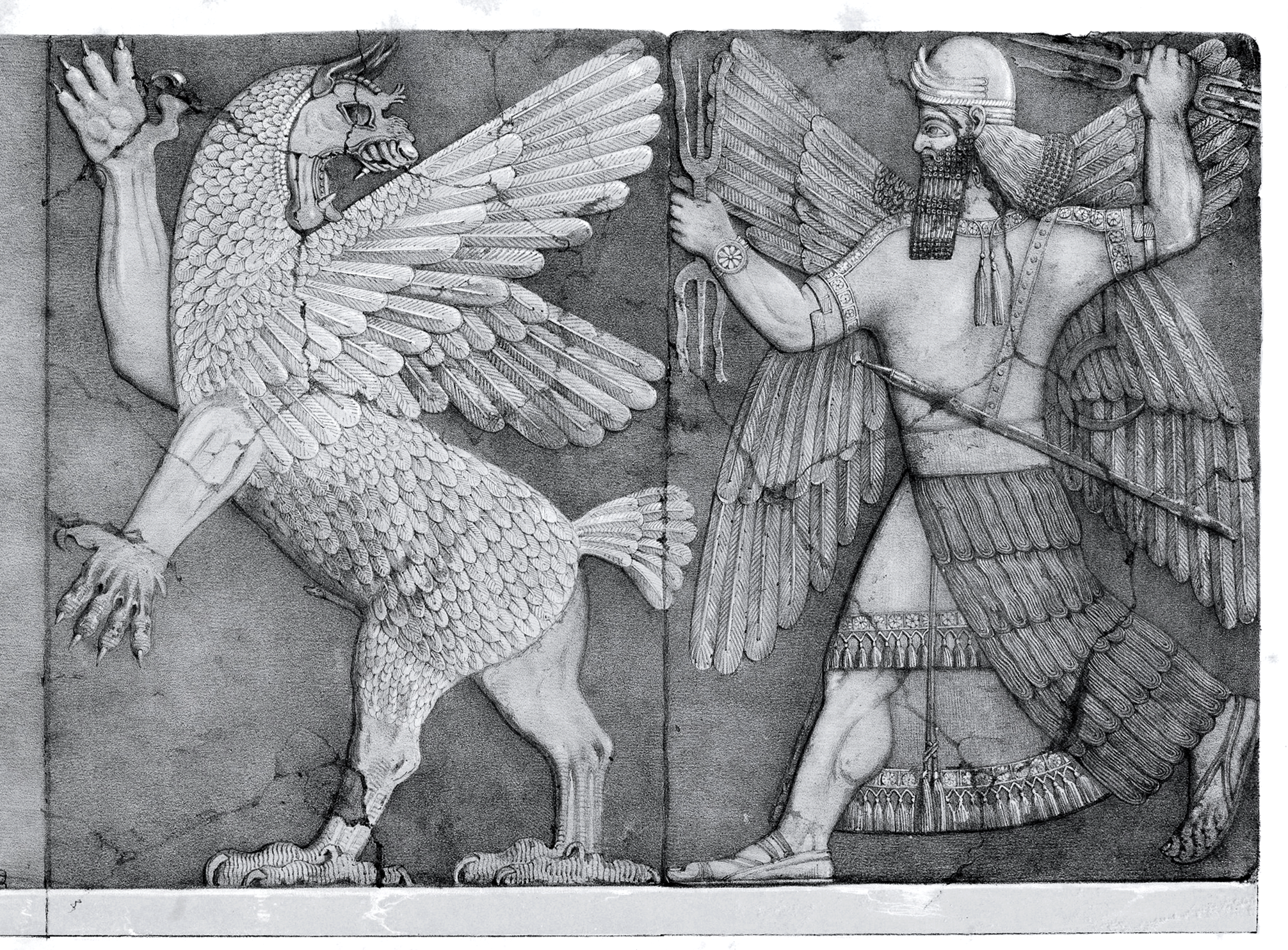
Ninurta armat amb un llamp persegueix al monstre Anzu que havia furtat les Taules del Destí del santuari del déu Enlil (Austen Henry Layard Monuments de Nineveh, 2ª Sèrie, 1853)

Anzu o Imdugud o Zu (en cuneiforme:  an.zud.mušen) és una criatura protagonista d'uns mites mesopotàmics. Es caracteritza per tindre la forma d'àguila de grandària extraordinària amb un pic amb forma de serra. Era filla d'Anu. Habitava les muntanyes. Quan mou les ales causa tempestes d'arena i remolins de vent. Al matí estén les ales i rugeix amb una veu que causa terror en direcció al sol que es pon a les muntanyes, causant que la terra tremole. Ens ha arribat la seua història a través de diverses fonts: l'Epopeia d'Anzu, que té dos versions: la comuna (a la qual l'heroi és Ninurta) i la paleobabilònica (a la qual l'heroi és Ningirsu, patró de Girsu, una ciutat de la Mesopotàmia Central, i és més curta que l'altra versió); l'obra sumèria anomenada Lugalbanda i l'ocell Anzu, on Anzu és representat també amb una personalitat molt distinta on diu que té fills alimentats per l'heroi; la versió sumèria de la història de Gilgameix, Enkidu i el més enllà, on apareix habitant en uns nius on té els seus fills, els quals alimenta, que estan en un arbre que talla Gilgamesh; i a la Taul del Pecat de Zu, on té un paper al temps de la cosmogonia.
Anzu fou un símbol durant el període neoassiri utilitzat com a propaganda per a fer veure com a herois als reis. I és anomenat al Salm 50 vers 11 i al Salm 80 vers 14 amb el nom de ziz ¶aday i en altres fonts jueves amb el nom de Ziz.

## Epopeia d'Anzu
Primer es parla de les proeses de Ninurta. Després del naixement d'Anzu, Enlil és convençut per Ea perquè Anzu siga el seu guardià. Anzu trama i executa un pla per furtar les Taules del Destí mentre que Enlil es banya en aigua sagrada. Al saber què ocorre el pare d'Anzu, An ordena que s'execute el seu fill Anzu. Ordenen tres déus (Adad, Gerra, Shara) en seqüència perquè l'executen i aquests s'hi neguen. Ea mana a Belet-ili que cree a Ninurta i ella ho fa amb un conjur. Ninurta triomfa sobre Anzu i el mata amb una sageta llançada amb un arc després d'haver fallat. Finalment Ninurta torna les Taules del Destí als déus i és recompensat donant-li 20 noms honorífics.